# برنارد فانینگ
برنارد فانینگ (انگلیسی: Bernard Fanning؛ زادهٔ ۱۵ اوت ۱۹۶۹) یک موسیقی‌دان اهل استرالیا است. وی از سال ۱۹۸۹ میلادی تاکنون مشغول فعالیت بوده‌است.